# Yogi Ferrell
Kevin Ferrell, Jr. dit Yogi Ferrell, né le 9 mai 1993 à Greenfield dans l'Indiana, est un joueur américain de basket-ball. Il évolue au poste de meneur.

## Biographie

### Carrière universitaire
Il passe ses quatre années universitaires à l'université d'Indiana où il joue pour les Hoosiers.

### Carrière professionnelle

#### Nets de Brooklyn (2016)
Le 23 juin 2016, lors de la draft 2016 de la NBA, automatiquement éligible, il n'est pas sélectionné. Il participe à la NBA Summer League 2016 de Las Vegas avec les Nets de Brooklyn. En quatre matches, il a des moyennes de 8,75 points, 1,5 rebond, 1,75 passe décisive et 0,75 interception en 16,9 minutes par match.
Le 22 juillet 2016, il signe avec les Nets de Brooklyn un contrat partiellement garanti d'un an. Ferrell est finalement coupé par Brooklyn le 8 décembre 2016. Deux jours plus tard, Ferrell signe aux Nets de Long Island, club de D-League affilié aux Nets de Brooklyn.

#### Mavericks de Dallas (2017-2018)
Le 28 janvier 2017, il signe un contrat de 10 jours avec les Mavericks de Dallas. Affichant 17,8 points et 5,8 passes décisives en moyenne sur quatre matchs de test, Ferrell convainc Dallas qui décide de le signer pour un contrat de deux ans.
Il est nommé rookie du mois de la conférence ouest en février 2017, accumulant 12,0 points, 4,7 passes décisives au cours du mois.

#### Kings de Sacramento (2018-2020)
Le 19 juillet 2018, il s'engage verbalement à rester aux Mavericks de Dallas pour encore un 1 an et un contrat de 2,5 millions de dollars. Néanmoins, le jour d'après, il revient sur sa décision et s'engage avec les Kings de Sacramento pour deux ans et un contrat de 6,2 millions de dollars.

#### Jazz de l'Utah (2020)
Le 18 décembre 2020, il signe un contrat en faveur du Jazz de l'Utah mais est licencié avant le début de la saison régulière.

#### Cavaliers de Cleveland (2021)
Le 11 janvier 2021, il signe un contrat de 10 jours avec les Cavaliers de Cleveland. Le 14 janvier 2021, il est coupé.

#### Clippers de Los Angeles (2021)
En avril 2021, il signe un contrat de 10 jours en faveur des Clippers de Los Angeles. Ferrell signe un second contrat de 10 jours puis s'engage jusqu'à la fin de la saison avec les Clippers (avec une saison supplémentaire en option). Il est licencié par les Clippers en septembre.

#### Panathinaïkós (2021)
En octobre 2021, Ferrell quitte les États-Unis et rejoint le Panathinaïkos, champion de Grèce en titre, jusqu'à la fin de la saison.

#### KK Cedevita Olimpija (2021-2023)
Ferrell quitte le Panathinaïkós où son rendement est mauvais (en Euroligue, il marque 1,6 point de moyenne en 5 rencontres pour 8 minutes de jeu en moyenne et 16 % de réussite au tir). Il rejoint le KK Cedevita Olimpija, club qui participe à l'EuroCoupe, jusqu'à la fin de la saison.

## Palmarès
- Vainqueur de la Coupe de Slovénie 2022.
- Second-team All-American – SN (2016)
- Third-team All-American – AP, NABC (2016)
- 2× First-team All-Big Ten (2015, 2016)
- Big Ten All-Defensive team (2016)
- Second-team All-Big Ten (2014)
- Big Ten All-Freshman Team (2013)
- McDonald's All-American (2012)

## Statistiques

### Universitaires
Les statistiques de Yogi Ferrell en matchs universitaires sont les suivantes :
| Saison    | Équipe   | Matchs | Titul. | Min./m | % Tir | % 3pts | % LF | Rbds/m. | Pass/m. | Int/m. | Ctr/m. | Pts/m. |
| --------- | -------- | ------ | ------ | ------ | ----- | ------ | ---- | ------- | ------- | ------ | ------ | ------ |
| 2012-2013 | Indiana  | 36     | 36     | 28,1   | 40,3  | 30,3   | 79,8 | 2,78    | 4,08    | 0,78   | 0,17   | 7,56   |
| 2013-2014 | Indiana  | 32     | 32     | 33,8   | 41,3  | 40,0   | 82,4 | 2,97    | 3,91    | 0,75   | 0,03   | 17,25  |
| 2014-2015 | Indiana  | 34     | 34     | 34,9   | 43,9  | 41,6   | 86,0 | 3,24    | 4,88    | 0,71   | 0,03   | 16,32  |
| 2015-2016 | Indiana  | 35     | 35     | 34,7   | 45,8  | 42,0   | 82,9 | 3,80    | 5,57    | 1,09   | 0,03   | 17,34  |
| Carrière  | Carrière | 137    | 137    | 32,8   | 43,2  | 39,9   | 83,0 | 3,20    | 4,62    | 0,83   | 0,07   | 14,50  |

### Professionnelles

#### Saison régulière NBA
| Saison    | Équipe        | Matchs | Titul. | Min./m | % Tir | % 3pts | % LF  | Rbds/m. | Pass/m. | Int/m. | Ctr/m. | Pts/m. |
| --------- | ------------- | ------ | ------ | ------ | ----- | ------ | ----- | ------- | ------- | ------ | ------ | ------ |
| 2016-2017 | Brooklyn      | 10     | 0      | 15,1   | 36,7  | 29,6   | 62,5  | 1,20    | 1,70    | 0,20   | 0,20   | 5,40   |
| 2016-2017 | Dallas        | 36     | 29     | 29,0   | 41,2  | 40,3   | 87,7  | 2,75    | 4,31    | 1,11   | 0,19   | 11,33  |
| 2017-2018 | Dallas        | 82     | 21     | 27,8   | 42,6  | 37,3   | 79,6  | 3,04    | 2,45    | 0,78   | 0,11   | 10,22  |
| 2018-2019 | Sacramento    | 71     | 3      | 15,0   | 43,5  | 36,2   | 89,6  | 1,54    | 1,93    | 0,51   | 0,06   | 5,92   |
| 2019-2020 | Sacramento    | 50     | 0      | 10,6   | 42,0  | 30,4   | 85,7  | 0,98    | 1,38    | 0,36   | 0,08   | 4,36   |
| 2020-2021 | Cleveland     | 2      | 0      | 20,2   | 38,1  | 33,3   | 0,0   | 3,50    | 2,50    | 1,50   | 0,50   | 9,50   |
| 2020-2021 | L.A. Clippers | 8      | 0      | 12,1   | 33,3  | 31,6   | 100,0 | 1,50    | 2,12    | 0,50   | 0,25   | 4,62   |
| Carrière  | Carrière      | 259    | 53     | 20,1   | 42,0  | 36,5   | 83,5  | 2,07    | 2,32    | 0,64   | 0,11   | 7,70   |

Mise à jour le 29 octobre 2021

## Records sur une rencontre en NBA
Les records personnels de Yogi Ferrell en NBA sont les suivants, :
| Type de statistique        | Saison régulière | Saison régulière            | Saison régulière | Playoffs | Playoffs              | Playoffs     |
| Type de statistique        | Record           | Adversaire                  | Date             | Record   | Adversaire            | Date         |
| -------------------------- | ---------------- | --------------------------- | ---------------- | -------- | --------------------- | ------------ |
| Points                     | 32               | @ Trail Blazers de Portland | 3 février 2017   | 2        | 2 fois                | 2 fois       |
| Paniers marqués            | 11               | @ Trail Blazers de Portland | 3 février 2017   | 1        | 2 fois                | 2 fois       |
| Paniers tentés             | 17               | @ Trail Blazers de Portland | 3 février 2017   | 2        | @ Suns de Phoenix     | 28 juin 2021 |
| Paniers à 3 points réussis | 9                | @ Trail Blazers de Portland | 3 février 2017   | -        | -                     | -            |
| Paniers à 3 points tentés  | 11               | @ Trail Blazers de Portland | 3 février 2017   | 1        | @ Mavericks de Dallas | 30 mai 2021  |
| Lancers francs réussis     | 7                | Kings de Sacramento         | 20 octobre 2017  | -        | -                     | -            |
| Lancers francs tentés      | 8                | Kings de Sacramento         | 20 octobre 2017  | -        | -                     | -            |
| Rebonds offensifs          | 3                | 2 fois                      | 2 fois           | -        | -                     | -            |
| Rebonds défensifs          | 10               | @ Spurs de San Antonio      | 16 décembre 2017 | 1        | 3 fois                | 3 fois       |
| Rebonds totaux             | 11               | @ Spurs de San Antonio      | 16 décembre 2017 | 1        | 3 fois                | 3 fois       |
| Passes décisives           | 12               | @ Nets de Brooklyn          | 17 mars 2018     | 1        | 3 fois                | 3 fois       |
| Interceptions              | 4                | 2 fois                      | 2 fois           | -        | -                     | -            |
| Contres                    | 2                | @ Rockets de Houston        | 14 mai 2021      | -        | -                     | -            |
| Balles perdues             | 4                | Kings de Sacramento         | 20 octobre 2017  | -        | -                     | -            |
| Minutes jouées             | 43               | Lakers de Los Angeles       | 13 janvier 2018  | 3        | Jazz de l'Utah        | 12 juin 2021 |

- Double-double : 3
- Triple-double : 0

Dernière mise à jour : 2 juillet 2021

## Vie privée
Ferrell est le fils de Kevin Ferrell Sr. et Lydia Ferrell, et a un frère et deux sœurs.